# Thérapie holistique
 (octobre 2020).
La thérapie holistique est une médecine non-conventionnelle, s'appuyant sur un sens dérivé du holisme, et désignant des méthodes qui sont fondées sur la notion d'un soin apporté en tenant compte de la « globalité de l'être humain » : physique, émotionnel, mental et spirituel, ou corps-esprit et prétend se distinguer de la médecine conventionnelle en considérant le patient « comme une personne et non comme un malade », un être dans son ensemble.[source secondaire nécessaire].

## Étymologie
Qui relève du holisme : qui s'intéresse à son objet dans sa globalité. La thérapie holistique viserait donc à s'occuper du patient « en entier », de prendre en compte plus de facteurs que ne le ferait la médecine fondée sur les faits.

## Fondements
Les thérapies holistiques sont souvent fondées sur des connaissances empiriques et des enseignements traditionnels, de la naturopathie au chamanisme par exemple.[réf. nécessaire] Elles peuvent également intégrer les courants conventionnels.
Ce type de thérapie ne possède pas de protocole commun, permettant ainsi à une multitude d'approches de se montrer en parallèle des courants conventionnels.
Ces méthodes peuvent parfois reposer sur une critique sous-jacente de la médecine conventionnelle qui ne traiterait « que le corps et pas l'esprit » par exemple, ou « uniquement les symptômes et non les causes »,.

## La thérapie holistique et la méthode expérimentale
La majorité de ces pratiques se veulent testées par des expériences répétées et reposer sur des constats empiriques, certaines de ces pratiques n'offrent pas de protocole d'expérimentation permettant de reproduire précisément une expérience particulière avec les repères reconnus actuels.
Certaines de ces pratiques sont donc controversées pour cette raison, car il n'existe pas de preuve scientifiquement reconnue de leur efficacité, et elles relèveraient des pseudosciences.[évasif]

## Son cadre légal
La thérapie holistique n'est pas réglementée, ce qui en fait un terrain propice pour les médecines et thérapies sans conventions reconnues légalement.[tautologie] En règle générale, les diagnostics et les prescriptions sont strictement réservés aux médecins conventionnels tout comme le titre de médecin d'ailleurs.
Le fait que la thérapie holistique ne soit pas réglementée encline à questionner les compétences et le bien fondé de la pratique. Il existe tout de même certains repères, par exemple la qualité des formations reçues par le praticien. Certains ont d'abord reçu une formation conventionnelle tandis que d'autres non. [réf. nécessaire]
Les thérapies holistiques se veulent d'abord des compléments synergiques aux thérapies et médecines conventionnelles. Généralement, elles ne les excluent pas, au contraire, elles peuvent très bien se fonder, s’inspirer et intégrer certains aspects des courants conventionnels comme la massothérapie ou différents courants en psychologie (humaniste, systémique, dynamique)[réf. souhaitée]. Leur pratique doit respecter le cadre légal établi dans leur région [réf. nécessaire].
La question d'exclure ou non les autres approches (conventionnelles ou non) tient d'un choix du praticien et non de la pratique elle-même.
Au Québec, certains actes et certaines pratiques sont réservés à des professionnels de façon légale (notamment la psychothérapie et la médecine) ce qui peut donner suite à des poursuites lorsque des praticiens non reconnus ont recours à ces pratiques.[réf. nécessaire]